# Sandim Mendes
Sandim Mendes (Rotterdam, 1986) is een Nederlandse kunstenaar. Mendes maakt gebruik van diverse media, waaronder fotografie, performance, textiel, tekeningen en installaties. 

## Biografie
Sandim Mendes is een kunstenares van Kaapverdische afkomst, die in Nederland is opgegroeid. Ze heeft haar opleiding gevolgd aan de Willem de Kooning Academie. Mendes verbeeldt kleine persoonlijke verhalen die gezamenlijk een grotere politieke geschiedenis vormen. Haar werk belicht de complexiteit van identiteit in de hedendaagse samenleving. Met gebruik van diverse media creëert Mendes nieuwe geschiedenissen die geworteld zijn in geërfde herinneringen en persoonlijke intuïties. 
Het werk van Mendes heeft internationale erkenning gekregen en is tentoongesteld in kunstinstellingen zoals Kunsthal in Rotterdam, MUHKA Antwerpen, Nest Den Haag, Stedelijk Museum Schiedam, TENT Rotterdam en Tetem Enschede. 

## Prijzen
- 2010: Van Bommel van Dam-prijs